# Blue Demon
Alejandro Muñoz Moreno, mer känd under sitt artistnamn Blue Demon, född 24 april 1923, död 16 december 2000, var en mexikansk luchador (fribrottare) och skådespelare. Blue Demon är tillsammans med rivalen El Santo ansedd som de främsta mexikanska fribrottarna genom tiderna.